# OVD-Info

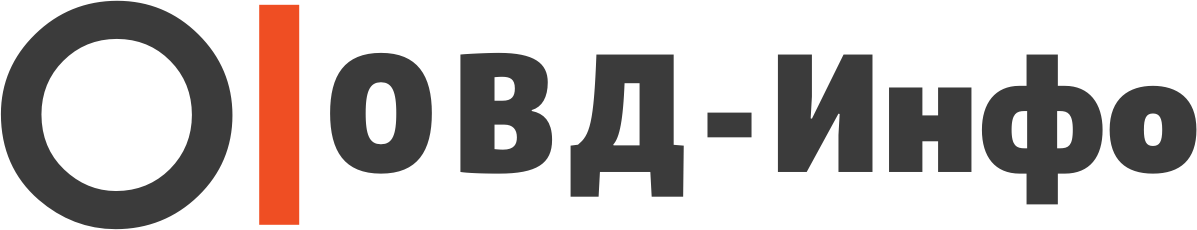
OVD-Info-Logo

OVD-Info (auch OWD-Info, russisch ОВД-Инфо) ist eine russische Nichtregierungsorganisation.
Die Organisation wurde anlässlich der Proteste nach den russischen Parlamentswahlen 2011 gegründet und betreibt eine Website, auf der politisch motivierte Verhaftungen dokumentiert werden. Der Name OVD stammt von der russischen Bezeichnung Отдел внутренних дел Otdel wnutrennych del, deutsch ‚Abteilung für innere Angelegenheiten‘.
OVD-Info wurde 2020 von einem deutschen Verein mit dem Lew-Kopelew-Preis ausgezeichnet. Da die Organisation Unterstützung aus dem Ausland erhält, wurde sie 2021 von den russischen Behörden als „ausländischer Agent“ eingestuft. Die Website wurde im gleichen Jahr nach einem Gerichtsbeschluss in Russland blockiert.